# Zeami Motokiyo
Zeami Motokiyo (Japans: 世阿弥 元清) (ca. 1363 - 1443) is een belangrijke naam binnen de wereld van nōgaku. Naast de vele stukken die hij schreef, waarvan een groot aantal nog steeds opgevoerd worden, is hij ook belangrijk geweest voor de ontwikkeling van de kunstvorm op zich. Hij verfijnde nōgaku en verankerde deze in vastgelegde conventies door het schrijven van secundaire literatuur. Naast aanwijzingen wat betreft het acteerwerk ging hij in op de opvoeding van een acteur vanop een jonge leeftijd en het schrijven van nō-stukken.

## Beknopte inleiding tot nō
Nō ontstond in de veertiende eeuw, mede door de geschreven teksten (fictie en non-fictie) van Zeami's hand. Voorheen werd er sarugaku opgevoerd. Tijdens het leven van Zeami, ook mede door de helpende hand van het shogunaat, ontstond hieruit een nieuwe stroming: nō. Dit is muziektheater waarbij er onder muzikale begeleiding wordt gezongen, gedanst en geacteerd. Vaak worden er maskers gedragen en de acteurs bestaan uitsluitend uit mannen, ook voor de vrouwenrollen. Deze elementen klinken alle door in het hedendaagse nō. Er is echter sinds de veertiende eeuw ook heel wat veranderd. De bewegingen tijdens het dansen zijn veel trager geworden en het podium is in de loop der tijd veel kaler geworden. In andere woorden het grootste verschil ten opzichte van vroeger is dat het allemaal een stuk soberder is geworden.
Een nō-stuk vertelt een verhaal, maar voor een nieuweling is het moeilijk hier vat op te krijgen. Dit komt doordat de zang traag is en het verhaal vrijwel altijd van symbolische aard is, met vooral nadruk op de schoonheid van de klanken en de bewegingen. Bovennatuurlijke wezens kunnen verschijnen, personages kunnen een transformatie ondergaan en de werelden van levenden en doden lopen dikwijls door elkaar. De verhalen putten vaak uit Chinese en Japanse mythologie en religie of klassieke verhalen of gedichten. Vrouwen zijn vaak gebaseerd op personages uit Ise monogatari en Genji monogatari, terwijl mannelijke krijgers uit Heike monogatari komen.
Een compleet nō-programma bestaat uit vijf nō-stukken. Deze worden afgewisseld met zogenaamde kyōgen, korte stukjes waar enkel in geacteerd wordt en die een stuk lichtvoetiger, zelfs komisch, van aard zijn. In een compleet programma is er dus plaats voor vier kyōgen. Aan de hand van een lijstje van betrokkenen bij een nō-opvoering zal een hoop duidelijk worden. De genoemde termen slaan zowel op de rollen als op de acteurs die deze uitvoeren.
- Shite is de term die gebruikt wordt voor de hoofdrol. De shite zingt en danst de belangrijkste onderdelen van een nō-stuk en is meestal gekleed in fraaie, kostbare kostuums. In Westerse termen zal dit de protagonist genoemd worden.

- Waki is een belangrijke bijrol. In zekere zin vertegenwoordigt deze rol het publiek en dient als een bindmiddel om deze als het ware bij de les te houden. De waki is er meestal om de shite te introduceren en zit gedurende de rest van het stuk aan de zijkant van het podium. Ook stelt hij dikwijls vragen, wat de shite de kans geeft om te vertellen.
- Als het verhaal het toelaat, worden de shite en waki vergezeld door tsure respectievelijk wakizure, waarvan alleen de eerstgenoemde maskers dragen. Bepaalde passages zingen zij mee met de shite en waki en afhankelijk van het verhaal kan het belang van deze rollen verschillen.
- Jiutai is de naam van het achtkoppige koor. Zij treden op als verteller, maar zingen ook af en toe met de hoofd- of bijrollen mee.

- Het vierkoppige orkest heet hayashi. Deze kondigt het komen van de acteurs aan en begeleidt hun gezang. De trommelaars slaken ook keelklanken om het ritme aan te geven. De volgende instrumenten maken deel uit van de hayashi.
  - Fue of nō-kan: een dwarsfluit van bamboe.
  - Kotsuzumi: een kleine handtrom die met de hand bespeeld wordt.
  - Ōtsuzumi: een grote handtrom die eveneens met de hand bespeeld wordt.
  - Taiko: de grote trom die met twee stokjes bespeeld wordt. Deze wordt alleen gebruikt om een bovennatuurlijk wezen te begeleiden.
- De kyōgen is de acteur die de kyōgen uitvoert, de komische stukken die de wat zwaarder aandoende nō-stukken afwisselen. Ook voeren zij de kleinste rollen binnen de nō-stukken uit.

Als een nō-stuk door transformatie van de shite uit twee delen bestaat, vult de kyōgen, ditmaal tot ai-kyōgen gedoopt, de interlude die het omkleden van de hoofdrol vergt op met een gesproken samenvatting van de gebeurtenissen uit het eerste deel.
- Kōken treden op als assistenten, maar omdat de rollen binnen een gezelschap rouleren, zijn zij net als de andere acteurs in staat de rollen te spelen. Zij helpen met het omkleden en het aanreiken van rekwisieten.
- Soms is er sprake van een ongemaskerde kokata, een jongetje dat opgeleid wordt en meespeelt. Hoewel de acteur van jonge leeftijd is, hoeft dit voor de rol niet te gelden.

## Biografie

### Geboorte en vroege jeugd
Zeami werd in 1363 geboren als zoon van Kan'ami (1333-1384), een suragaku-beoefenaar en leider van het Yūkazi-gezelschap. Kan'ami was afkomstig van het platteland ten zuidoosten van Nara en hier heeft Zeami ook lange tijd geresideerd. Ondanks de ontoereikende informatie die over zijn jeugd is overgebracht, is er over het algemeen de veronderstelling dat Zeami al op zeer jonge leeftijd, onder toeziend oog van zijn vader, begon met acteren. Het ligt in de lijn der verwachting dat Zeami's eigen kijk op de opvoeding van een acteur grotendeels overlapt met hoe hij zelf door Kan'ami werd grootgebracht. Ook bezocht hij in zijn jonge jaren opvoeringen van andere gezelschappen, om zichzelf zo veel mogelijk te leren.
In de jaren 1360 en 1370 vergaarde het gezelschap van Kan'ami grote populariteit onder de bevolking van Kyoto en de omliggende gebieden. In het jaar 1374 speelde het gezelschap voor het eerst voor de ogen van de 17-jarige shōgun Ashikaga Yoshimitsu. De invloed van dit optreden kan niet onderschat worden, en wel om de reden dat vanaf dit punt nōgaku zich begon te ontwikkelen uit suragaku. Zeer belangrijk is dat vanaf dit punt ook de aristocratie zich voor de podiumkunsten begon te interesseren. Het theater ontwikkelde zich van een in eerste instantie religieus getinte performance tot iets wat daadwerkelijk als entertainment te bestempelen was. Ashikaga Yoshimitsu was reeds beschermheer van andere kunsten en wierp zich vanaf de bewuste uitvoering op als beschermheer van Zeami en het gezelschap. Naar alle waarschijnlijkheid was deze keuze niet enkel van esthetische aard; de veronderstelling luidt dat homo-erotische gevoelens voor de jonge Zeami ook een rol gespeeld hebben.
Ook Nijō Yoshimoto, een staatsman onder Ashikaga Yoshimitsu en rengadichter, was zeer onder de indruk van Zeami's kunnen. Hij wordt gezien als de man die Zeami kennis over de Japanse klassiekers bijbracht. Nu de positie van de nōgaku sterker was dan ooit, werd er veel opgetreden, onder andere op het befaamde jaarlijkse Gion Festival. Hier kwamen allerlei verschillende sociale klassen bijeen, en dit heeft flink bijgedragen tot de ontwikkeling van nō in Zeami's tijd.

### Na de dood van Kan'ami
In het jaar 1384 overleed Kan'ami. Zeami, 21 jaar oud op dat moment, volgde zijn vader op als leider van het Yūkazi-gezelschap. De verantwoordelijkheid die hierbij kwam kijken was het veeltijds uitvoeren van de rol van shite, maar ook het verschaffen van financiële zekerheid voor de groep was een taak. Het schrijven van nieuwe stukken was eveneens weggelegd voor de leider van het gezelschap, iets wat Zeami dan ook geenszins na zou laten.
Wat we weten van de jaren die volgen tot de eeuwwisseling, is dat het gezelschap op bleef optreden in dezelfde omgeving, namelijk Kyoto en omgeving. Van optredens in deze periode zijn er in de geschriften drie meldingen gemaakt, waarvan één in 1394 en twee in 1399. Ashikaga Yoshimitsu was bij elk van deze uitvoeringen aanwezig, waar we met gemak uit af kunnen leiden dat hij in deze jaren zeer betrokken bleef. In 1408 overleed Ashikaga Yoshimitsu en doordat zijn opvolger Ashikaga Yoshimochi vooral van dengaku hield, verloor het Yūkazi-gezelschap zijn beschermheer.
Waar we vanuit kunnen gaan is dat Zeami zijn gehele leven volledige toewijding aan de kunst van nō bleef vertonen, een houding die hij in zijn non-fictie van groot belang beschouwt. Hij schreef een flink aantal nō-stukken, hoewel het aantal dat aan hem toegedicht wordt van bron tot bron sterk verschilt. Zijn verhandelingen over de nō-kunst op zich zijn ook van ongekend groot belang, werken die hieronder uitgebreid aan bod zullen komen. In zijn latere leven was Zeami voornamelijk gericht tot het trainen van acteurs en het klaarstomen van zijn opvolger.

### Nageslacht en opvolging
Het aantal kinderen dat Zeami heeft voortgebracht is iets waar weinigen het over eens kunnen worden. Waarover er wel unanimiteit bestaat is dat hij twee zonen had die beiden, vanzelfsprekend, met het nō-theater grootgebracht werden. Een van hen is Motoyoshi, die het werk Sandō op zijn naam draagt en wie later Zeami's werken bundelde tot Sarugaku dangi. Van de andere zoon, Motomasa, verwachtte Zeami heel wat van zijn toekomst: hij was een erg goede acteur en hij schreef zelf ook nō-spelen. Tot grote spijt van Zeami overleed Motomasa, waarna hij het ook in zijn werken Museki isshi en Kyakuraika berichtte.
Verder is er in andere literatuur van dezelfde tijd ook sprake van nog andere zonen, maar dit kan misschien verwijzen naar Saburō Motoshige, Zeami's neefje. Hij was regelmatig in de buurt te vinden en was vaak samen met Zeami's zonen bezig met nō. Echter, van beide kanten gezien is het bewijs te wankel om er een feitelijk besluit uit te kunnen trekken.
Hier en daar vernoemen teksten een dochter van Zeami, die naar alle waarschijnlijkheid wel bestaan heeft. Omdat er voor vrouwen weinig plaats was in de wereld van het nō, is het vanzelfsprekend dat er weinig aandacht wordt besteed aan Zeami's dochter. Wat in de context van Zeami wel interessant is, is dat zij trouwde met Konparu Zenchiku. Deze nō-acteur werd door Zeami grootgebracht en twee verhandelingen zijn aan hem opgedragen. Bovendien noemt Zeami hem in Kyakuraika uit 1433 zijn enige mogelijke opvolger, na de dood van Motomasa.

### De oude dag
Hoewel niet helemaal duidelijk wanneer, werd Zeami rond het jaar 1422 nyūdō, een soort monnik. Toen, of misschien ergens in de jaren daarna, droeg Zeami bovendien het leiderschap van de Yūkazigroep over aan Motomasa. Dat Zeami nyūdō werd, betekent niet dat hij zich terugtrok uit het theaterleven. In 1424 werd hij in Kyoto aangesteld als gakutō (muzikaal leidinggevende) van de Daigoji, een boeddhistische tempel waar regelmatig nō werd opgevoerd. Rond deze tijd heeft hij ook belangrijke verhandelingen over nō geschreven en legde hij zich toe op het trainen van Zenchiku en een andere neef, On'ami.
In de jaren die volgden viel Zeami veel ongeluk ten deel. Ashikaga Yoshimitsu's zoon, shōgun Yoshimochi, overleed. Hoewel deze, zoals eerder genoemd, meer van dengaku gediend was, stond hij allesbehalve vijandig tegenover Zeami's podiumunsten. Yoshinori, de broer van Yoshimochi, volgde de overledene op als shōgun. Voor die tijd was hij al nauw betrokken met On'ami, Zeami's neef, en zijn nō-gezelschap. Waarschijnlijk is er sprake geweest van een breuk tussen Zeami en zijn neef. In tegenstelling tot On'ami, die regelmatig optrad in Yoshinori's paleis in Muromachi, werd Zeami de toegang tot dit paleis ontzegd.
In 1430 nam Motoyoshi, Zeami's zoon, afscheid van de kunsten om zich terug te trekken als monnik. Twee jaar later stierf Zeami's andere zoon Motomasa, in wie hij wat betreft de opvolging al zijn hoop had gevestigd. Dit was, zo blijkt ook uit zijn teksten, een grote klap voor Zeami. Vanaf daar ging het bergafwaarts. In 1434 werd de oude man verbannen, om redenen die niet overgedragen zijn, naar Sado, een van de grotere eilanden van Japan, gelegen aan de westkust van Honshū. De laatste tekst van Zeami die bewaard is gebleven is Kintōsho, een verzameling acht korte stukjes proza en poëzie, een relaas over zijn tocht naar en verblijf op Sado.

## Zeami's mening over nō
Wat bij Zeami's verhandelingen belangrijk is op te merken, is dat de schrijver uitging van geheimhouding: ze werden geschreven voor het gezelschap en zij die hen door de jaren heen op zouden volgen. Het was geenszins de bedoeling dat dit in handen zou komen van een concurrerende groep of de toeschouwer. In sommige gevallen legde Zeami zelfs in de tekst vast voor wie deze bestemd was.
Fūshi kaden is de eerste verhandeling over nō van Zeami's hand. Het bestaan van dit werk is geruime tijd bekend geweest, maar het kwam pas echt onder de aandacht toen in de twintigste eeuw andere non-fictie-werken aan populariteit wonnen. De Fūshi kaden is opgebouwd uit zeven hoofdstukken. De eerste drie hiervan geschreven in het jaar 1400, hoofdstuk vier en vijf twee jaar later en de laatste twee zagen waarschijnlijk pas in 1418 het levenslicht. In 1908 kwam Sarugaku dangi boven water, een bundeling van vijftien teksten. Aan het eind van de Tweede Wereldoorlog werd het bestaan van Kawase Kazuma bekend, een bundeling van zeven teksten. Daarvan worden echter slechts vijf officieel als van Zeami's hand beschouwd. Tot 1963, toevallig 600 jaar na Zeami's geboorte, werden ten aanzien van deze teksten aanpassingen en aanvullingen gemaakt, en dat is het laatste van informatie dat aan het licht is gekomen.
Wat Zeami heeft geschreven in deze teksten zal hier tot de kern teruggebracht worden. Concrete regieaanwijzingen voor specifieke stukken en hun rollen zullen echter achterwege gelaten worden.

### Het schrijven van nō-stukken
Reeds in de Fūshi kaden, zijn eerste werk, heeft Zeami het over het schrijven van nō-stukken. Het schrijven van teksten acht hij van groot belang, hij noemt het het leven achter de kunst van nō. Hij is van mening dat iedereen, zelfs zij die kennis over literatuur ontbreken, stukken kunnen schrijven, mits er zorgvuldig gecomponeerd is.
Zeami acht het van groot belang trouw aan de bron te blijven. De term die Zeami hier voor 'bron' gebruikt is honzetsu tadashi, en deze kan op verschillende manieren geïnterpreteerd worden. Het kan gaan over een literair werk of een bestaand gedicht, maar dit hoeft niet. In veel gevallen wordt er met bron geduid op het religieuze, rituele of spirituele uitgangspunt van waaruit een stuk geschreven wordt. In ieder geval is het van belang dat het publiek deze bron direct herkent, en weet waar het mee te maken heeft. Daarnaast was Zeami overtuigd van het belang van yūgen, waarmee hij elegante schoonheid bedoelde. Ook was hij van mening dat, hoewel de nadruk mag liggen op een van de twee, het visuele en de klank (de dans respectievelijk de muziek) zo veel mogelijk elkaar moeten aanvullen en op elkaar afgestemd zijn.
Deze uitgangspunten zijn op alle stukken toepaspaar. Voor waki nō was het belangrijk een levendig, kleurrijk stuk te schrijven, daar dit het begin van een breder nō-programma is. Dramatische subtiliteit is hierbij overbodig. Voor de overige nō-stukken, echter, de tweede of de derde van een programma, was dramatische subtiliteit van groot belang. Uit de teksten, bij voorkeur vloeiende, poëtische maar begrijpelijke dichtregels, moest het maximale gehaald worden, en dit geldt ook voor het visuele, waar de dans mee bedoeld wordt. Dit alles om wat volgens Zeami de enige eerste regel is: het publiek bij het stuk betrekken.

### De opleiding van een acteur
Over de opleiding van een acteur had Zeami een zeer duidelijk beeld. Zijn beschrijvingen hiervan bestaan namelijk uit allerlei concrete tips, wat gedaan moet worden, wat nagelaten moet worden. Voordat hij aanvangt met aanwijzingen die aan de leeftijd van de acteur gekoppeld zijn, geeft hij nog een aantal zaken aan die verboden moeten worden: drankmisbruik, vrije seks en gokken zijn uit den boze. Ook wijst hij op het belang van vastberadenheid bij het trainen van een acteur, getwist over details doet de efficiëntie geen goed.
Vanaf de leeftijd van 7 jaar moet er niet te veel druk op de acteur gelegd worden. De trainer moet goed in de gaten houden waar de sterke punten van de acteur liggen. Desondanks moet er niet te snel een selectie geforceerd worden: de jonge acteur blijft zingen en dansen. Daarnaast moet de jongeling nog niet gaan acteren; zelfs als hij hier talent voor blijkt te hebben, moet de kunst van het acteren heb nog niet in detail uitgelegd worden.
Als de acteur 12 of 13 jaar is, zal hij volgens Zeami flink opbloeien. Hij zal meer gaan begrijpen van de gedachte achter de nō-performance op zich, en zijn zangstem en yūgen zullen nu op zijn hoogtepunt zijn. Er moet nog steeds terughoudend omgesprongen worden met echt acteerwerk, maar als de jonge acteur groot vakmanschap vertoont, kan er weinig fout gaan en mag hij zich overal op toeleggen. Als de acteur zich op deze leeftijd als een ware meester ontpopt, is dit een grote verdienste. Echter, volgens Zeami is dit slechts 'de bloem (hana) van het moment', geen garantie voor de toekomst en iets wat nauwlettend in de gaten gehouden moet worden. Juist nu moet er grote aandacht worden besteed aan de correcte uitvoering van zowel zang als dans. Elke noot, elke beweging moet met de grootst mogelijke precisie gedoceerd worden.
Over de leeftijd van 17 of 18 jaar is Zeami weinig positief. Volgens hem verliest de acteur veel van wat hem op jongere leeftijd zo charmante maakte. Zijn stem zal immers veranderen en hij zal in een groeispurt terechtkomen. Gelach en gewijs van het publiek, iets wat Zeami blijkbaar eerder als regel dan als uitzondering ziet, moet genegeerd worden. Juist hierom is dit een belangrijk punt in de opleiding tot acteur, en er moet veel en met volharding geoefend worden. Ook hier hamert Zeami op de volledige toewijding tot de kunsten.
Op de leeftijd van 24 of 25 jaar zal het lichaam van de acteur volwassen zijn, en dus hebben we hier opnieuw met een belangrijk punt te maken. Opnieuw roept Zeami op zich te hoeden voor lof van het publiek. Opmerkingen over hoe goed de acteur is geworden zouden hem doen geloven dat hij een volleerd acteur is. Maar volgens Zeami heeft hij nog een lange weg te gaan. We hebben hier opnieuw te maken met 'de bloem van het moment', veroorzaakt door de jeugdigheid van de jonge acteur. Zal de acteur dit succes verwarren met waar meesterschap, dan is de kans deze ooit nog te bereiken kleiner dan ooit. De acteur moet goed en lang over dit probleem nadenken.
Rond de leeftijd van 34 jaar zou de acteur de piek van zijn kunsten bereikt moeten hebben, en deze terug moeten zien in de mate van aandacht en roem die hij daarmee vergaart. Blijft deze afwezig, dan moet het ware bloeien van de bloem nog geschieden en is het voor de acteur zaak dit te beseffen. Als de acteur bij het uitblijven van roem denkt dat hij niet verder zal komen, zal de kwaliteit van zijn werk na zijn 40ste levensjaar ook daadwerkelijk afnemen. Met een blik naar de toekomst moet de acteur zich bezinnen.
De acteur bereikt de leeftijd van 44 jaar zonder meer met het ware meesterschap reeds aan boord. De invulling van zijn talenten zal echter radicaal moeten veranderen. Hij zal zich moeten onthouden van groots visueel vertoon en moet zijn dans eerder ingetogen houden. Daarnaast moet de auteur een goede waki vinden en vooral de chemie tussen deze 2 rollen is iets waar de acteur grondige aandacht aan moet besteden. Ook merkt Zeami op dat men op deze leeftijd de knapste niet meer is en het dragen van een masker derhalve onontbeerlijk.
Vanaf de leeftijd van 50 jaar zal de acteur beter niet veel meer doen. Het lichaam is oud, en de reeds vergaarde bloem zal niet verdwijnen, zelfs als het repertoire langzaamaan wegzakt. Zeami licht dit toe en sluit af met een ontroerend stukje. Hij vertelt hoe zijn oude vader Kan'ami, de dag voor hij stierf, bij een nō-performance het grote werk overliet aan de jongelingen, maar af en toe met kleine ondersteuningen zijn bloem liet bloeien, alsof het nooit anders gedaan had.

### Acteerwerk
Het acteerwerk, het spelen van de rol, moet met de grootst mogelijke zorgvuldigheid geschieden volgens Zeami. Bij het uitbeelden van aristocraten zal er research verricht moeten worden naar de taal en de gedragsvormen die in deze kringen gebezigd worden. Ook zal de kritiek van de hogergeplaatsten in de maatschappij nauwlettend in de gaten gehouden moeten worden. Op deze gedetailleerdheid noemt Zeami een belangrijke uitzondering: bij het imiteren van mensen uit de onderste lagen van de bevolking - houthakkers, zoutmakers, boeren - moet de imitatie beperkt blijven tot voor het oog aantrekkelijke bewegingen. Maar het kleinste detail kan beter achterwege gelaten worden, omdat dat door rijkere lieden die de performance aanschouwen niet prettig zou zijn om naar te kijken.
Naast deze algemeenheden geeft Zeami tips voor specifieke maar terugkerende rollen in het repertoire.
- De spelen van een vrouw gaat met grote moeite gepaard. De manier waarop zij bewegen kan men oppikken uit het alledaagse leven, maar wederom vergt het bij het spelen van aristocraten research. Daarnaast is het zeer belangrijk hoe de vrouw gekleed gaat, de performance kan staan of vallen bij de geloofwaardigheid van de kleding. Deze kleding moet overigens voorzien zijn van lange mouwen, daar de handen beter niet getoond worden.

- Bij het spelen van een oude man doet men er niet goed aan het meest vanzelfsprekende erbij te halen: met een gebogen rug lopen zal weinig indrukwekkend op het publiek overkomen. De kunst is volgens Zeami: oud lijken maar nog steeds de bloem laten bloeien. Alleen zeer gevorderde acteurs zouden tot het spelen van de oude man in staat zijn.

- Rollen zonder masker zijn bij voorkeur alleen weinig complexe rollen. Maar zelfs dan moet de acteur van zeer goede huize komen, anders is de performance het bekijken niet waard. De acteur mag zijn eigen gezichtsuitdrukking behouden - het proberen imiteren van gelaatstrekken is gedoemd te mislukken - en een fysieke gelijkenis is niet nodig.

- De waanzinnige is een rol die ook regelmatig voorkomt. Het gaat hier vaak om een vrouw die waanzinnig van verdriet is, om het verliezen van haar ouders, echtgenoot of kinderen. Ook kan de waanzin voortkomen uit bezetenheid door een godheid of demoon. Belangrijk is dat de acteur veelzijdig is, en onderscheid weet te maken tussen deze vormen van waanzin: de oorzaak van de waanzin moet in het spel van de acteur doorklinken. Een goed kostuum is van groot belang, en acteren zonder masker wordt helemaal afgeraden, omdat zodoende twee grote moeilijkheden gecombineerd worden.

## Fictie van Zeami's hand
Het opsommen van de stukken die door Zeami zijn geschreven is geen gemakkelijke opdracht, daar niet altijd even goed duidelijk is of het wel van Zeami's hand is of in welke mate. Zo zouden veel stukken bewerkingen zijn, en is van andere stukken onduidelijk in welke mate het na Zeami's tijd nog is veranderd. Aangezien de deskundigen in de voorbije jaren kritischer zijn geworden, is het aantal stukken dat met zekerheid aan Zeami kan worden toegedicht stevig afgenomen.
Als Zeami’s eigen non-fictie en andere, oude en nieuwe, literatuur erop worden nageslaan, kunnen er uiteindelijk bijna honderd stukken aan Zeami gelinkt worden. Dit zijn echter niet allemaal volledige toneelstukken; er vallen ook kleinere stukjes en liedjes onder waarvan niet eens met zekerheid gezegd kan worden of ze ooit deel uitmaakten van een volledig nō-stuk. Uiteindelijk blijven er negentien stukken over die met zekerheid van Zeami's hand zijn, maar er zijn zeker drie keer zoveel waar weinig twijfel over bestaat.
Er is weinig verschil aan te merken tussen de citaten die Zeami gebruikt om zijn non-fictie toe te lichten en de teksten uit de nog bestaande nō-stukken. We kunnen hieruit afleiden dat de nō-stukken zoals die vandaag bestaan door de eeuwen heen bijzonder weinig veranderd zijn. Stilistische keuzes die Zeami maakte bij het schrijven van zijn stukken, kunnen teruggevonden worden in zijn non-fictie: onder andere in Fūshikaden heeft hij het over het schrijven van nō-stukken (zie 3.1. Het schrijven van nō-stukken). In 1. Beknopte inleiding tot nō worden thema's genoemd en de oorsprong van de verhalen; Zeami's stukken vormen hier geen uitzondering op.
Hieronder korte samenvattingen van een aantal van Zeami's belangrijkste stukken, om een idee te scheppen met wat voor personages, situaties, thema's we te maken hebben.

### Izutsu (井筒)
Izutsu (De Waterput) is gebaseerd op Tsutsu-Izutsu (筒井筒), een verhaal uit Ise Monogatari. In Izutsu bezoekt een reizende monnik (de waki van het stuk) de ruïnes van beroemde tempels in Nara. Hij stopt bij de Ariwara-tempel, waar volgens de overlevering lange tijd geleden Ariwara no Narihara en zijn vrouw woonden. Op het moment dat de priester hier is en voor de zielen van de overledenen bidt, verschijnt er een jonge vrouw (de shite), die hem vertelt over het echtpaar (dit is het verhaal uit Ise Monogatari) en eraan toevoegt dat de twee bovendien op deze plaats begraven zijn. Voordat het eerste deel is afgelopen, geeft ze te kennen de vrouw van Narihara te zijn.
Als ze in het tweede deel weer verschijnt, heeft ze een transformatie ondergaan. Ze is een geest, namelijk die van de overleden vrouw van Narihara en draagt diens gewaad. Aan het einde van haar dans, die zich langzaam naar een climax toewerkt, kijkt zij in de waterput. In plaats van haar eigen spiegelbeeld ontwaart zij hieruit de gedaante van Narihara. Als de volgende dag aanbreekt, is de monnik alleen achtergebleven. Om de verschijning van de geest blijft een mysterieuze sfeer hangen. Is het allemaal echt gebeurd, of was de monnik zodanig tot de overledenen aan het bidden dat het slechts een droom van hem was?

### Hagoromo (羽衣)
Hagoromo (Het verengewaad) begint met een visser (de waki), die zichzelf voorstelt als Hakuryō en zich verwondert over de pracht van het landschap en het water met de vissersbootjes. Plots wordt zijn aandacht getrokken door mooie, magische muziek en een even fraaie geur. Na een korte zoektocht in die richting komt hij aan bij een pijnboom, waar een prachtig gewaad in hangt. Als hij het besluit mee te nemen en het uit de takken pakt, verschijnt er een tennyo, een soort nymf (de shite). Zij verklaart dat het gewaad van haar is en dat zij hem nodig zal hebben om terug naar de hemel te vliegen. De visser belooft het kleed terug te geven, op één voorwaarde: als zij voor hem een dans uit zal voeren. De fee accepteert het aanbod, en na een steeds vuriger wordende dans vliegt zij terug naar de hemel.

### Takasago (高砂)
Takasago speelt in het Japan van de tiende eeuw, onder de heerschappij van keizer Daigo. Tomonari, een shintō-priester uit Kyushu, is met de volgelingen uit zijn tempel op weg naar Kyoto en stopt bij een strand, Takasago-no-ura. Hier treffen zij een ouder echtpaar, die onder een pijnboom de uitgevallen naalden aan het wegvegen is. De oude man en vrouw vertellen over de pijnboom. Deze is verbonden, als het ware een tweeling, met een pijnboom in het ver weg gelegen Sumiyoshi, de Suminoe-boom. Zij vergelijken deze boom, de Takasago-boom, met het heden en de Suminoe-boom met het verleden. De oude man koppelt dit aan het belang van poëzie, dat heden ten dage bloeit en dat in oude tijden ook deed. Alle elementen uit de natuur, het gras en de planten en de bomen, kunnen gelijkgesteld worden aan de eeuwigheid van poëzie en vooral pijnbomen, daar zij erg oud kunnen worden. Nadat de oude mensen te kennen geven incarnaties van de beide pijnbomen te zijn en aan Tomonari en de zijnen beloven hen in Sumiyoshi weer te zien, vertrekken ze met een bootje vanaf het strand. Vastbesloten vertrekt de priester met zijn gezelschap richting Sumiyoshi, waar zij de mannelijke godheid Sumiyoshi treffen op het strand. Daar danst de godheid om demonen te verdrijven en de vrede in de wereld te vieren.

## Voetnoten
1. ↑  De geschriften Kojiki (712) en Nihonshoki (720) zijn belangrijke kronieken waarin onder andere Japanse mythologie werd opgetekend.
2. ↑  Ise monogatari is een verzameling korte verhalen en gedichten uit de Heian-periode.
3. ↑  Genji monogatari is een klassieker uit de Japanse literatuur en vertelt over het leven aan het hof in de Heian-periode.
4. ↑  Heike monogatari is een epos uit de twaalfde eeuw en verhaalt over de strijd tussen de Taira- en Minamoto-clan.
5. ↑  Renga is een Japanse dichtvorm, waar verschillende dichters met elkaar samenwerken om een kettinggedicht te maken
6. ↑  Dengaku is een vorm van zang en dans dat gepaard gaat met de landbouw, in het bijzonder het planten van rijst.
7. ↑  Een nyūdō is een soort monnik maar zonder veel van de verplichtingen en verboden die er normaal bij komen kijken.
8. ↑  Yūgen is een complexe term. In Japanse en Chinese religie werd hier eerst de diepte van gedichten mee bedoeld, niet direct peilbaar, maar wel voelbaar. Zeami gebruikt de term voor elegante, romantische schoonheid van visuele aard.
9. ↑  Een waki nō werd geschreven met het idee dat deze aan het begin van een dag, als eerste van vijf stukken werd opgevoerd
10. ↑  Zeami gebruikt het beeld van een bloem zeer regelmatig om de expertise van een acteur mee uit te drukken. Deze moet altijd streven naar een bloem die tot bloei komt, en kan dit alleen met volledige toewijding bereiken.

### Boeken
- "Fūshikaden", Zeami Motokiyo (ca. 1418), geraadpleegd in de volgende geannoteerde vertalingen:
  - "Performance Notes", Thomas Blenham Hare (University Presses of California, Columbia and Princeton, 2008)
  - "The Flowering Spirit: Classic Teachings on the Art of Nō", William Scott Wilson (Kodansha International, 2006)
- "Sarugaku Dangi", een collectie van opmerkingen van Zeami Motokiyo, samengesteld door zijn zoon Motoyoshi (omstreeks 1435), geraadpleegd in de volgende geannoteerde vertaling:
  - "Zeami's Talks on Sarugaku", Erika de Poorter (J.C. Gieben Amsterdam, 1986)
- "Zeami's Style: The Noh Plays of Zeami Motokiyo", Thomas Blenham Hare (Stanford University Press, 1986)
- "Nō: Het klassieke theater van Japan", Erika de Poorter (Salomé - Amsterdam University Press, 2001)
- "On the Art of the Nō Drama: The Major Treatises of Zeami", Masakazu Yamazaki (Princeton University Press, 1984)

### Tijdschriften
- Monumenta Nipponica, 37-3
- Monumenta Nipponica, 37-4
- Monumenta Nipponica, 38-1

### Delen van bovengenoemde, online
- Performance Notes
- The Flowering Spirit: Classic Teachings on the Art of Nō
- Zeami's Style: The Noh Plays of Zeami Motokiyo
- Nō: Het klassieke theater van Japan

### Online bronnen
- Noh Plays Database
- JapanZone

- Biblioteca Nacional de España: XX1386281
- Bibliothèque nationale de France: cb11990805n (data)
- Catàleg d'autoritats de noms i títols de Catalunya: 981058517273306706
- CiNii: DA0048924X
- Gemeinsame Normdatei: 118760319
- International Standard Name Identifier: 0000 0001 2126 6498
- Library of Congress Control Number: n50009758
- Bibliotheek van het Japanse parlement: 00271669
- Nationale Bibliotheek van Tsjechië: osa2017942382
- Nationale bibliotheek van Australië: 35045265
- Nationale Bibliotheek van Israël: 987007270227205171
- Nationale Bibliotheek van Polen: a0000001194964
- Nederlandse Thesaurus van Auteursnamen: 068464401
- Istituto Centrale per il Catalogo Unico: SBLV243961
- LIBRIS: 198671
- SNAC: w65z6zq9
- Système universitaire de documentation: 090247264
- Trove: 810765
- Virtual International Authority File: 32005662
- WorldCat: E39PBJpJcj3Ktcm6dvHCJrtBT3